# تاریخ آلمان
این مقاله به‌طور خلاصه به تاریخ آلمان از آغاز تاکنون می‌پردازد. منظور از تاریخ آلمان، تنها کشور کنونی آلمان نیست بلکه همه نواحی اروپایی را در بر می‌گیرد که در قلمرو قوم‌های آلمانی بوده است.

## آلمان باستان
ژرمن‌ها در دوران باستان آمیزه ناهمگونی از قبایلی بودند که اروپا را در محدوده میان رودخانه‌های راین و ویستولا و میان رود دانوب و دریای شمال و دریای بالتیک اشغال می‌کردند. رومیان برای شناسایی این اقوام صفت گرمانوس (به لاتین: germanus) را به کار می‌بردند (که مشتق شده از germen به معنی اولاد است) و در لاتین به معنای به وجود آمده از یک پدر و مادر است و شاید در اطلاق این نام به ژرمن‌ها سازمان خویشاوندی قبایل توتون مد نظر بوده است. با تصرف سرزمین گل (۵۱ قبل از میلاد) در غرب اروپا توسط ژولیوس سزار امپراتور وقت روم، جنگ‌های میان ژرمن‌ها و رومیان در کرانه‌های رود راین برای اولین بار به وقوع پیوست. این جنگ‌ها در آغاز با پیروزی نیروهای رومی همراه بود ولی نیروهای رومی هرگز درصدد اشغال دایمی مناطق آنسوی رود راین برنیامدند و این رودخانه همواره از سوی رومیان به عنوان مرز ایدئال امپراتوری روم و ژرمن‌ها شناخته می‌شد.
درگیری‌های خونین قبایل ژرمن و رومیان در سال ۳۷۸ میلادی و با وقوع جنگ ادرنه به صورت برگشت‌ناپذیری به نفع اقوام ژرمن رقم خورد. این جنگ به عنوان یکی از تعیین‌کننده‌ترین جنگ‌های تاریخ شناخته می‌شود که در آن لژیون‌های پیاده رومی به دست سواره نظام گوتی (از قبایل ژرمن) شکست خوردند. پس از این جنگ به علت نمایش تفوق بزرگ سواره نظام؛ لژیون‌های پیاده رومی دیگر هرگز تشکیل نشدند. از آنجا که رومیان سواره نظام ناچیزی داشتند در دوران پس از این جنگ عمدتاً از مزدوران ژرمن یا هون به عنوان سواره نظام استفاده می‌کردند و در نتیجه وضعیت نظامی در روم دستخوش تغییرات بزرگ و تعیین‌کننده‌ای گشت. در نهایت در سال ۴۰۶ میلادی ائتلافی از قبایل ژرمن که عمدتاً از مارکومان‌ها، کوادها، وندال‌های بالا رونده و وندال‌های پایین رونده تشکیل می‌شدند از راین گذشتند و با اشغال فرانسه موجبات تجزیه امپراتوری روم را فراهم کردند.
این دوران مقارن است با هجوم هون‌ها به رهبری آتیلا به سرزمین‌های ژرمن‌ها (۴۳۳–۴۵۳) که موجب درگیری هون‌ها از یک سو و قبایل ژرمن و امپراتوری روم شرقی و امپراتوری روم غربی از سوی دیگر بود. سرانجام در سال ۴۵۴ میلادی و به دنبال مرگ آتیلا، ژرمن‌ها به رهبری ژپیدها توانستند هون‌ها را شکست دهند.
تاخت آوردن ژرمنان به روم باختری و فروپاشیدن این امپراتوری چندان مهم است که نزد تاریخ‌نگاران آغاز سده‌های میانه به‌شمار می‌رود.

## آلمان در سده‌های میانه

### روزگار فرانک‌ها

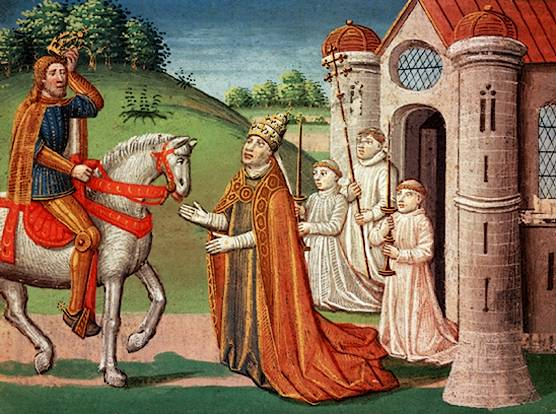
شارلمانی و پاپ آدریان یکم

فرانک‌ها دیگر ژرمن‌هایی بودند که از گرمانیا به سوی غرب روانه شدند. فرانک‌ها با شکاندن رومیان، در سرزمین گل، حکومتشان را پایه نهادند، به مسیحیت گرویدند و این سرزمین را پایگاه تاخت و تازهای پسینشان به سرزمین‌های خاوری و دل امپراتوری روم کردند. در شمال نیز فرانک‌ها، دیگر قبایل ژرمن را فرمانبردار خود کردند و رفته رفته امپراتوری بزرگی را به هم آوردند که مهار همهٔ اروپای باختری مگر شبه جزیره ایبری را در دست داشت. اوج اقتدار امپراتوری فرانک در روزگار شارلمانی بود. او توانست شمال ایتالیا، از جمله رم را به قلمرویش بیفزاید. پس از ورودش به رم، پاپ او را امپراتور روم لقب داد.
پس از شارلمان بنا بر سنت ژرمنان، قلمرویش میان پسرانش بخش شد. سرانجام با تجزیه شدن امپراتوری شارلمانی، در نواحی شرقی قلمرو آن، امپراتوری قرون وسطایی آلمان شکل گرفت.

### امپراتوری مقدس روم

گسترهٔ امپراتوری روم مقدس در سال ۱۳۶۰. هلند به رنگ روشن‌تر نشان داده شده زیرا در آن سال تنها اسماً بخشی از این امپراتوری بود.

در زمان پادشاهی اتوی اول معروف به اوتوی کبیر، که از سال ۹۳۶ میلادی آغاز شد؛ با تأسیس امپراتوری جدیدی، بر وحدت آلمان‌ها افزوده گشت؛ و آلمان به صورت یکی از مطرح‌ترین قدرت‌های اروپایی درآمد.
اختلافات امپراتوری آلمان با مقام پاپ که از زمان هنری سوم و هنری چهارم بروز کرده بود، منجر به قطع روابط با پاپ در زمان پادشاهی شارل چهارم شد. هم‌زمان اصلاحات مذهبی مارتین لوتر، مذهب پروتستان را به وجود آورد و اتحادیه پروتستان‌ها به سال ۱۶۰۸ تشکیل شد.
جنگ‌های ۳۰ ساله که سراسر اروپا را فراگرفت(۱۶۱۸ تا ۱۶۴۸) موجب شد در داخل سرزمین آلمان دو دولت نیرومند اتریش و پروس به وجود آمد.

## رنسانس و نهضت اصلاح دین
پس از جنگ‌های صلیبی و شکست‌های پیاپی اروپاییان از مسلمانان، در سراسر اروپای کاتولیک بدبینی به مقام و موقعیت پاپ و کلیسای کاتولیک بالا گرفت. این بدبینی که یک سده پیش، به سبب رسوایی‌ها و فساد اخلاقی و اقتصادی در دستگاه کلیسا پدید آمده بود، با آشنایی اروپاییان با مسلمانان و آگاهی از پیشرفت‌های ایشان، در سدهٔ شانزدهم به جنبشی برای دگرگونی باورهای دینی انجامید. آلمان، با اختراع دستگاه چاپ و ترجمهٔ کتاب مقدس به زبان آلمانی، یکی از کانون‌های اصلی این جنبش شد. مارتین لوتر، کشیش معترضی بود رهبر جنبش معترضان در آلمان شد. او پس از چندی پا را فراتر گذاشت و اعلام کرد رستگاری در سرپیچی از فرمان پاپ است. دوکها و شاه‌زادگان آلمانی نیز برای رهایی از سلطه پاپ و باج و خراج‌های کلیسا با او همراه شدند. به این ترتیب سرزمین‌های آلمانی‌نشین در کنار بخش‌های بزرگی از شمال اروپا، از جرگه کاتولیک‌ها بیرون شدند و از این پس به سبب کیش تازه شان به معترضان یا پروتستانها آوازه یافتند. این جدایی سرآغاز جنگ‌ها و خونریزی‌های فراوان مذهبی شد.

## شکل‌گیری آلمان جدید

### دوران بیسمارک

قلمرو آلمان در ۱۸۷۱

در ۲ ژانویه ۱۸۶۱ ویلهلم یکم (آلمانی: Kaiser Wilhelm I) در حالی که از سال ۱۸۵۸ زمام امور کشورش را در دست داشت، پادشاه پروس شد. وی در سال ۱۸۶۲ اتو فون بیسمارک را به عنوان نخست‌وزیر و وزیر امور خارجه پروس انتخاب نمود.
به دلیل اختلاف‌هایی که بر سر دوک‌نشین‌های شلسویگ، هلشتاین، لونبورگ میان پادشاه دانمارک و اتحادیه ایالت‌های آلمانی بود. بیسمارک از اتریش خواست تا در این حل اختلاف کمک کند. پیشنهاد این دو کشور به دانمارک چشم پوشی از دوک‌نشین شلسویگ بود که دانمارک نپذیرفت. سرانجام پروس با یاری اتریش با ۹۰ هزار سپاه به دانمارک حمله کردند. سپاهیان دانمارک به علت کمی نیروها شکست خوردند و درخواست صلح کردند و سرانجام به موجب عهدنامه‌ای که در وین منعقد شد دانمارک رسماً از دوک‌نشین‌های سه‌گانه چشم پوشید. پروس دوک‌نشین لونبورگ را تصرف کرد و اتریش ۱۵ میلیون مارک غرامت از آن دوک‌نشین گرفت و حکومت دو دوک‌نشین دیگر نیز میان دو دولت تقسیم شد.
بیسمارک پس از جنگ دانمارک در صدد بود میان پروس و اتریش نیز جنگی پیش کشد، ولی برای احتیاط نخست با ناپلئون سوم امپراتور فرانسه دوست شد و او را راضی نمود تا در جنگ میان پروس و اتریش بی‌طرف بماند و سپس با ویکتور امانوئل دوم پادشاه ایتالیا ضد اتریش معاهده‌ای منعقد ساخت. پس از آن، اتریش را متهم ساخت که در حکومت هلشتاین از رعایت منافع مشترک دو دولت سر پیچیده است. همچنین موضوع تغییر وضع اتحادیه دولت‌های آلمانی را پیش کشید و مجلس اتحادیه ایالت‌های آلمانی به اتریش اعلام جنگ داد. به موجب معاهده پراگ، ایالات شلسویگ هولشتاین، هانور الکنرال، هس و فرانکفورت ضمیمه پروس شد و پروس، که تا این زمان دو قطعه جداگانه بود، به یک مملکت تبدیل شد. پس از این، بیسمارک با ممالک واقع در شمال رود ماین دربارهٔ تشکیل یک اتحادیه جدید به مذاکره پرداخت و این هیئت به اسم ممالک یک‌پارچه آلمان شمالی در ماه آوریل ۱۸۶۷ تشکیل شد که شامل ۲۲ مملکت یعنی تمام ممالک آلمان به جز آلمان جنوبی (ممالک باویر و وورتمبرگ و گراندوشه باد) می‌شد.
پس از دو پیروزی بزرگ بیسمارک در اندیشه نبرد با فرانسه بود. در پنجم اوت ۱۸۶۶ دولت فرانسه از بیسمارک بخشی از سرزمین‌های باویر در کرانه رود رن و همچنین شهر مایانس را درخواست کرد ولی چون بیسمارک پاسخ داد که این درخواست در حکم جنگ است. این درخواست پس گرفته شد ولی طولی نکشید که فرانسه در ۲۰ اوت الحاق بی‌درنگ لوکزامبورگ و اجازه الحاق بلژیک را در موقع مساعد درخواست کرد سرانجام در روز سه‌شنبه ۱۹ ژوئیه ۱۸۷۰ ناپلئون سوم رسماً به دولت پروس اعلان جنگ داد و در دوم اوت جنگ آغاز شد و تا شش ماه ادامه یافت. در پایان کار فرانسویان شکست خوردند. با شکست فرانسه در ۱۸۷۱ امپراتوری آلمان تشکیل گردید، باویر، ورتمبرگ و باد به اتحادیه آلمان شمالی پیوستند و پادشاه پروس، ویلهلم نخست به مقام امپراتوری رسید. امپراتوری ۲۵ دولت نامتساوی و همچنین سرزمین آلزاس و لورن را که از فرانسه جدا شده بود دربرداشت.

### امپراتوری آلمان
بعد از پیروزی چشمگیر در جنگ فرانسه-پروس، ویلهلم در سال ۱۸۷۱، در ورسای فرانسه، به عنوان امپراتورِ (آلمانی: Kaiser) تاجگذاری کرد و بیسمارک هم از این رو، به عنوان اولین صدراعظمِ تاریخ آلمان شناخته شد؛ بنابراین از همبستگی آلمان شمالی (۱۸۶۷–۱۸۷۱)، کشوری فدرالی به نام امپراتوری آلمان به وجود آمد. به این قسمت از تاریخ، در منابع آلمانی امپراتوری دوم یا رایش دوم (به آلمانی: Zweites Reich) گفته می‌شود، زیرا که این دوران پس از امپراتوری مقدس روم و قبل از قدرت‌گیری نازیها (که به آن رایش سوم می‌گویند) در کشور آلمان رخ داده است. در حد فاصل سال‌های ۱۸۷۱ تا ۱۸۷۷ بیسمارک سیاست جهاد برای تمدن را در پیش گرفت و اصلاحاتی موسوم به جنگ فرهنگی انجام داد. امپراتوری آلمان تا انقلاب نوامبر و تشکیل جمهوری وایمار ادامه پیدا کرد.

### جنگ جهانی اول
پس از آنکه آرشیدوک فرانتس فردیناند ولیعهد امپراتوری اتریش-مجارستان در صربستان ترور شد دولت اتریش تقاضا نمود تحقیقاتی با شرکت نمایندگان اتریش صورت پذیرد که دولت صربستان تحقیقات را قبول نمود ولی با حضور نمایندگان خارجی مخالفت کرد در ۲۸ ژانویه اتریش - مجارستان جنگ با صربستان را اعلام کرد. روسیه در حمایت از صربستان بسیج عمومی اعلام کرد و آلمان هم به حمایت از اتریش به روسیه و فرانسه اعلان جنگ داد. قوای آلمان به بلژیک حمله کرد و این اقدام یعنی حمله به یک کشور بیطرف موجب دخالت انگلیس در جنگ شد. این جنگ به‌طور مستقیم و غیر مستقیم نقش بزرگی در تعیین تاریخ قرن بیستم داشت. این جنگ پایانی بر نظام‌های سلطنت مطلقه در اروپا را به همراه آورد و باعث انقراض چهار امپراتوری امپراتوری اتریش - مجارستان، آلمان و عثمانی و روسیه تزاری و سلسله‌های هوهن‌تسولرن، هابسبورگ، عثمانی و رمانوف شد. همه این امپراتوری‌ها از زمان جنگ‌های صلیبی بر سر قدرت بودند. جنگ تا چهار سال بطول انجامید و پس از کشته شدن میلیون‌ها تن در ۱۱ نوامبر ۱۹۱۸ پیمان صلح امضا شد و جنگ جهانی اول پایان یافت. تعداد تلفات آلمان در حدود ۱۷۷۳۷۰۰ نفر تخمین زده می‌شود.
شکست آلمان در جنگ جهانی اول، قدرت اقتصادی سیاسی و نظامی آلمان را شدیداً تنزّل داد؛ و به استعفای ویلهلم دوم، تحمیل ننگین معاهده ورسای به آلمان، و روی کار آمدن جمهوری وایمار منجر شد.
وضعیت اقتصادی آلمان پس از جنگ جهانی اول بسیار وخیم شد و نرخ تورم بسیار بالا رفت. در سال ۱۹۲۳، هنگامی که نیروهای فرانسه و بلژیک برای وادار کردن آلمان به پرداخت غرامت جنگی وارد منطقه رور شدند، دولت در اقدامی میهن‌پرستانه، مردم را به مقاومت منفی دعوت کرد. چون افزایش مالیات‌ها مورد پسند عامه نبود، دولت به وسیله چاپ اسکناس از کارگران کارخانه‌های رور و خانواده‌های آن‌ها حمایت کرد و در همان حال، اجازه داد اعتبارات بانکی با نرخ بهره بیشتری عرضه شود. در اوج تورم حاصل از این اقدامات، بیش از ۳۰ کارخانه کاغذسازی و ۱۵۰ چاپخانه و دو هزار ماشین چاپ به‌طور شبانه‌روزی برای برآوردن نیاز به پول کار می‌کردند؛ ولی این تدبیرها نیز با شکست مواجه شد، زیرا مقدار پول در گردش از سرعت افزایش قیمت‌ها کمتر بود. اسکناس‌هایی که به مقدار فراوان و با مبلغ اسمی ده‌ها هزار مارک چاپ شده بود، قبل از اینکه از چاپخانه خارج شود، دوباره زیر ماشین چاپ می‌رفت و مبلغ اسمی آن به ارقام میلیونی تبدیل می‌شد. کارگران دستمزدهای خود را با کیسه‌های خرید و حتی گاه با چرخ دستی پر از پول و آن هم روزی دو بار دریافت می‌کردند، دستمزد صبح فقط صرف ناهار ظهر می‌شد، زیرا بیم آن می‌رفت نرخ ارز که بعدازظهر اعلام می‌شد، تغییر کند و قیمت‌ها باز هم افزایش یابد. هنگامی که بهای زغال‌سنگ به میزان سرسام‌آوری افزایش یافت، برخی از مردم دستمزدهای بعدازظهر را به جای زغال‌سنگ در اجاق آشپزخانه می‌سوزاندند. سرانجام کار به جایی رسید که با یک دلار آمریکا می‌شد ۴ تریلیون و ۲۰۰ میلیارد مارک آلمان خریداری کرد.

### انقلاب آلمان
انقلاب آلمان (یا انقلاب نوامبر) معمولاً به مجموعه‌ای از حوادث اطلاق می‌شود که در سال ۱۹۱۸ و ۱۹۱۹ اتفاق افتاد و به سرنگونی قیصر و تأسیس جمهوری وایمار انجامید. شورش از ۳ نوامبر ۱۹۱۸ با اعتراض چهل هزار ملوان آغاز شد. تا ۸ نوامبر شورهای کارگران و سربازان اکثریت غرب آلمان را تسخیر کرده بودند و پایه‌های «جمهوری شورایی» را بنیان می‌ریختند. در ۹ نوامبر قیصر ویلهلم برکنار شد و سلطنت آلمان رسماً ملغی شد. حزب سوسیال دموکرات آلمان به همراه حزب سوسیال دموکرات مستقل آلمان (که چپ‌تر از اولی بود) دولت را تشکیل دادند. انقلاب آلمان جمهوری ویمار را بنیان گذاشت و بعدها ناسیونال سوسیالیست‌ها (نازی‌ها) از همین جمهوری ظهور کردند.

## آلمان معاصر

### جمهوری وایمار
جمهوری وایمار (به آلمانی: Weimarer Republik) به نظام حکومتی آلمان طی سال‌های ۱۹۱۹ تا ۱۹۳۳ میلادی اطلاق می‌گردد. جمهوری وایمار در اصل اصطلاحی است که مورخان برای دوره تاریخی میان پایان جنگ جهانی اول تا روی کار آمدن حکومت نازی‌ها در آلمان ابداع کرده‌اند. نام رسمی این نظام حکومتی، همانند دوره حکومتی پیش از آن، امپراتوری آلمان (به آلمانی: Deutsches Reich) باقی ماند. در سال ۱۹۱۹ اعضای مجلس ملی آلمان به نام رایشس‌تاگ، که بیش‌تر چپ میانه‌رو و جانب‌دار سامانه فدرال و آزادی بی‌قید و شرط همهٔ احزاب و مطبوعات بودند، برای تدوین قانون اساسی در وایمار (مشهور به شهر گوته و شیلر) گرد آمدند. در این قانون حقوق و تکالیف آلمانی‌ها بر اساس لیبرالیسم روشنگری و تأمین آزادی‌های فردی تعیین شد. از این رو تاریخ‌نگاران این جمهوری را نخستین دولت دموکراتیک در کشور آلمان می‌دانند.

### آلمان نازی

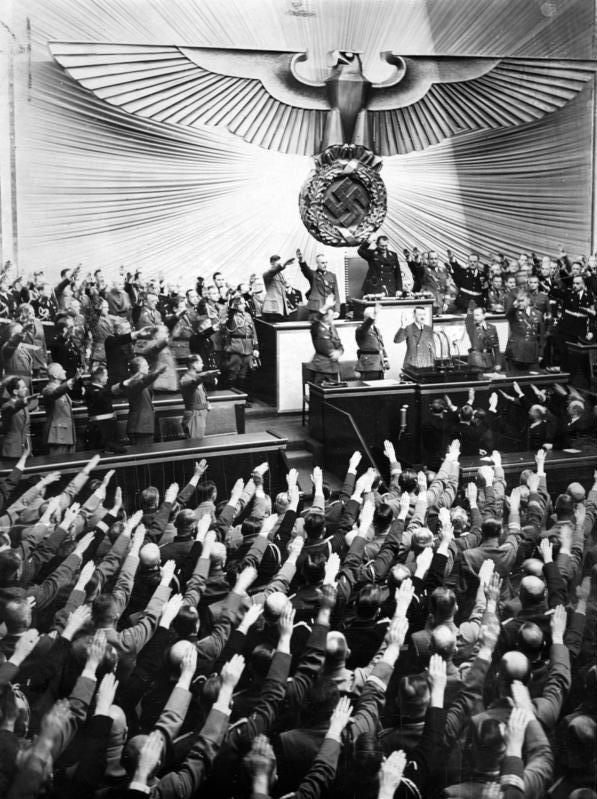
اعضای رایشتاگ در حال درود فرستادن به هیتلر در ماه اکتبر سال ۱۹۳۹ و پس از تهاجم آلمان به لهستان

در انتخابات سال ۱۹۳۲ حزب ناسیونال سوسیالیست به رهبری آدولف هیتلر حائز اکثریت آرا شد. در ۱۹۳۳ جمهوری وایمار سقوط کرد. آلمان نازی با تحریک لهستان و حمله به لهستان در اوت ۱۹۳۹، جنگ جهانی دوم را آغاز کرد؛ که با شکست آلمان و متحدانش در ۱۹۴۵ پایان یافت.

### تقسیم آلمان
با نزدیک شدن نیروهای متفقین به برلین آدولف هیتلر پس از ازدواج با معشوقه‌اش اوا براون و به زندگی او پایان دادن، خودکشی کرد. در می ۱۹۴۵برابر با اردیبهشت ۱۳۲۴، با ورود نیروهای متفقان به برلین، جنگ جهانی دوم در اروپا پایان گرفت. پس از جنگ، متفقین آلمان را میان خود تقسیم کردند. روسیه شوروی کمونیستی که زودتر از دیگر متفقان به برلین رسیده بود، پایتخت و پیرامون اش را اشغال کرد. آمریکا، فرانسه، بریتانیا، هر یک بخش‌هایی از کشور را در دست گرفتند. در سال ۱۹۴۹، با بالا گرفتن جنگ سرد میان بلوک شرق و غرب، جمهوری‌های آلمان شرقی و آلمان غربی شکل گرفتند. برلین نیز میان دولت‌های غربی و روسیهٔ شوروی دو نیم شد. بخش شرقی پایتخت آلمان شرقی شد و بخش غربی اش چونان جزیره‌ای میان آلمان شرقی، به آلمان غربی تعلق گرفت. آلمان غربی، با بهره گرفتن از امکانات (نابودگر امپراتوری آلمان کبیر) طرح مارشال ایالات متحده، به سرعت به سوی صنعتی شدن حرکت کرد، و آلمان شرقی برای جلوگیری از فرار مردم به آلمان غربی، دیوار برلین را بنا نهاد.

### اتحاد دو آلمان
با فروپاشی شوروی، در آلمان شرقی، اریش هونکر استعفا داد و اگون کرنتس به جای او نشست. کرنتس مرزها را باز کرد و دیوار برلین ویران شد. فروریختن دیوار برلین نقطه عطفی در تاریخ معاصر است و نشان پایان جنگ سرد شمرده می‌شود. در آلمان غربی نیز، هلموت کهل صدراعظم وقت، خواستار الحاق دو آلمان شد. در اوت ۱۹۹۰، جمهوری فدرال آلمان با اتحاد دو آلمان رسماً اعلام موجودیت کرد.

### آلمان امروز
یکی از اصلی‌ترین مشکلات آلمان پس از فروپاشی شوروی که کماکان نیز ادامه دارد، فعالیت‌های نژادپرستانه نئونازی‌ها است. در دهه‌های پس از یک‌پارچگی، مهم‌ترین سیاست داخلی دولت فدرال، رونق دادن به اقتصاد ایالت‌های شرقی است. سیاستی که با هزینه کردن بودجه‌ای هنگفت، نتیجه خرسندکننده‌ای نداشته است. در میدان سیاست خارجی نیز، سیاست اصلی آلمان پشتیبانی از هم‌گرایی اقتصادی و سیاسی اروپا است. آلمان به عنوان توانمندترین اقتصاد اروپا، پشتوانه اقتصاد اتحادیه اروپا است. از جمله صدراعظم‌های اخیر آلمان، می‌توان گرهارد شرودر را از حزب سوسیال دموکرات و آنگلا مرکل را از حزب دموکرات مسیحی نام برد. هر دو حزب و صدراعظم‌های شان از هیچ کوششی برای استوار کردن پایه‌های اتحادیه اروپا فرونگذاشتند. همچنین آلمان کوشیده است از توان اقتصادی‌اش، برای بالا بردن توان سیاسی‌اش بهره بگیرد.